# 杜波瓦茨城堡

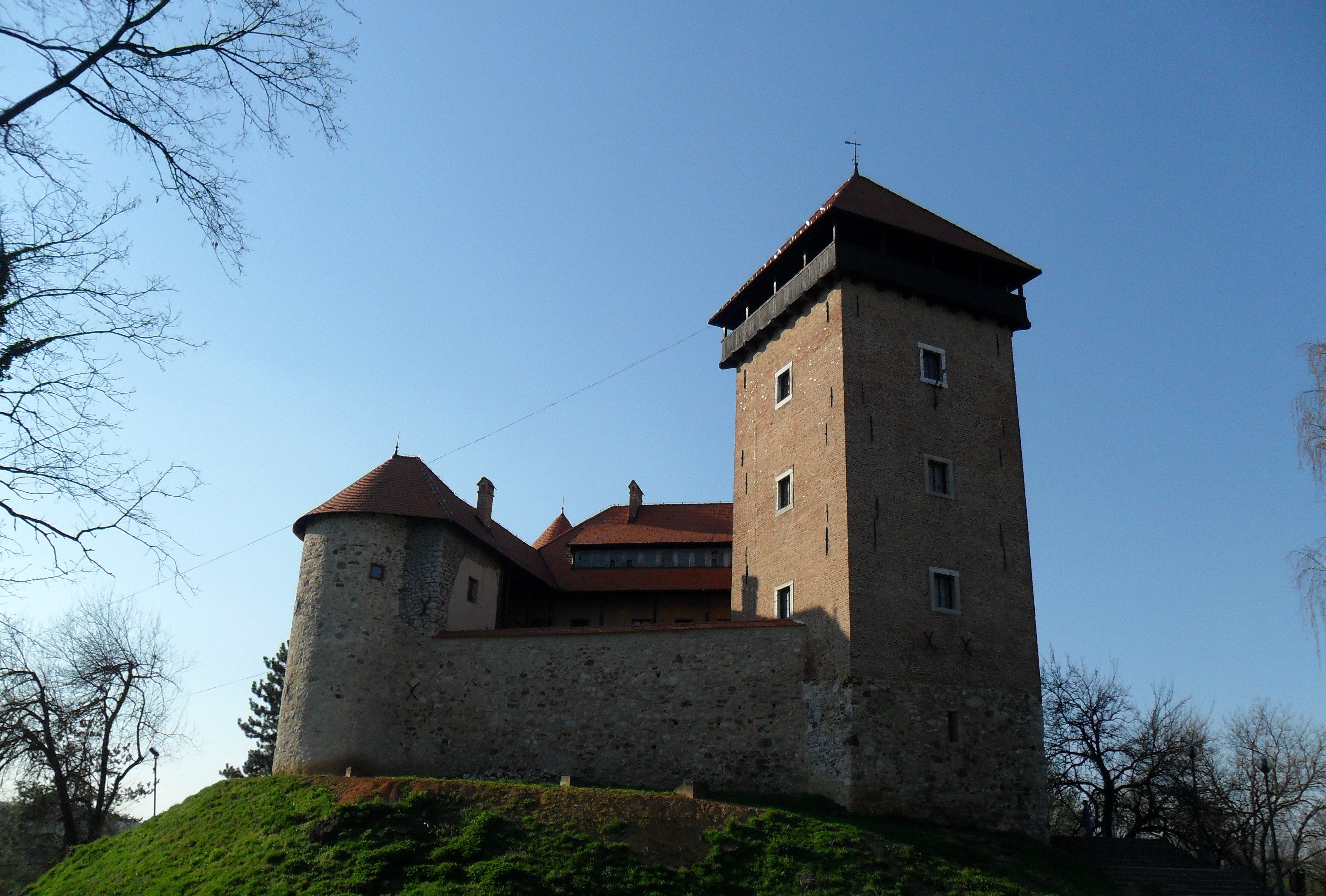
杜波瓦茨城堡

杜波瓦茨城堡（Dubovac Castle）是克羅埃西亞的一座城堡建築，位於卡爾洛瓦茨。在杜波瓦茨城堡可一覽卡爾洛瓦茨全市景觀。城堡的高塔可能建於13世紀。15世紀時，城堡以文藝復興樣式重建。1837年，城堡以浪漫主義外觀重建。1952年，城堡再次按18世紀末期外觀重建。